# 田野インターチェンジ
田野インターチェンジ（たのインターチェンジ）は、宮崎県宮崎市田野町にある宮崎自動車道のインターチェンジであり、日南市・串間市方面へ向かう場合に便利である。

## 歴史
- 1981年（昭和56年）10月29日：都城IC - 宮崎IC開通と同時に開業（宮崎自動車道が全線開通）。
- 2005年（平成17年）10月1日：日本道路公団民営化により西日本高速道路に継承。

## 道路
- E10 宮崎自動車道（4番）

## 接続する道路
- 宮崎県道28号日南高岡線
- （近くに国道269号）

## 料金所

### 入口
- ブース数:2
  - ETC/一般:1
  - ETC専用:1

### 出口
- ブース数:2
  - 一般:1(自動収受機)
  - ETC専用:1

## 周辺
- 田野市街
  - 田野総合支所
  - 田野駅（JR九州）
  - 田野小学校
  - 田野中学校
  - 西導寺
- 鰐塚山
- 道の駅田野
- 宮崎梅田学園自動車学校 清武

## 隣
E10 宮崎自動車道
(3)都城IC - 高城BS - (3-1)山之口SA/SIC - (4)田野IC - (4-1)清武JCT  - 清武BS - 清武PA（上り線）- 宮崎TB　- 清武PA（下り線） - (5)宮崎IC